# Albin Widén
Karl Albin Julius Widén, född den 24 maj 1897 i Gårdveda socken, död den 27 november 1983 i Djursholm, var en svensk författare.

## Biografi
Föräldrar var hemmansägaren Karl August Widén och Hanna Jonsson. Han tog studentexamen i Uppsala 1917 och filosofie licentiatexamen i Stockholm 1936. Han bedrev museistudier utomlands och utförde etnologiska fältarbeten i Sverige och i USA, där han bodde 1941-1947. 
Widén skrev vildmarksromaner och folklivsskildringar från forna tiders Småland samt om emigranternas liv i USA. Han skrev även ungdomsböcker med samma motiv.

### Skönlitteratur
- Skogstjärnet : en obygdssaga. Stockholm: Wahlström & Widstrand. 1918. Libris 1660894
- Storskogen : vildmarksroman. Stockholm: Wahlström & Widstrand. 1919. Libris 1660895
- Kärlekens eld : roman. Stockholm: Wahlström & Widstrand. 1920. Libris 1660893
- Gästgivaregården Vita hästen : roman. Stockholm: Wahlström & Widstrand. 1920. Libris 1660892
- Ett jordagods : roman. Stockholm: Wahlström & Widström. 1921. Libris 1484434
- Mannen och döden : novell. Stockholm: Wahlström & Widstrand. 1924. Libris 1484435
- Fördettingar : roman. Stockholm: Wahlström & Widstrand. 1933. Libris 1365437
- Något har hänt : en europeisk rapsodi. Stockholm: Wahlström & Widstrand. 1935. Libris 8219119
- Hem vill jag åter rida : roman. Stockholm: Wahlström & Widstrand. 1936. Libris 1381538
- Gustav Vasa och djävulen. Stockholm: Wahlström & Widstrand. 1939. Libris 1381537
- Nu blommar prärien. Stockholm: Wahlström & Widstrand. 1945. Libris 1422936
- Eviga byar. Stockholm: Wahlström & Widstrand. 1948. Libris 1422934
- Flicka i Vilda Västern. Stockholm: Wahlström & Widstrand. 1949. Libris 1422935
- Rösten som kallade. Stockholm: Svenska journalen. 1954. Libris 1468360
- Guldgrävarliv : äventyrsberättelse från Kalifornien. Stockholm: Wennerberg. 1958. Libris 8223351
- Främlingen vid Fort Snelling : äventyrsberättelse från Minnesota. Stockholm: Wennerberg. 1958. Libris 8223350
- Präriekvinna. Stockholm: LT. 1976. Libris 7251775. ISBN 9136006831

### Skönlitteratur för barn och ungdom
- Den svenske indianen : berättelse för pojkar. B. Wahlströms ungdomsböcker, 99-0117885-1 ; 639. Stockholm: B. Wahlström. 1951. Libris 3173654
- Kamrat med Svarta Höken : berättelse för pojkar. B. Wahlströms ungdomsböcker, 99-0117885-1 ; 681. Stockholm: B. Wahlström. 1952. Libris 1468358
- Emigrantpojken som blev guvernör : [Adolph Eberhart] / med teckningar av Gösta Kriland. Stockholm: Eklund. 1954. Libris 1468356
- Spökryttaren på prärien : berättelse för pojkar. B. Wahlströms ungdomsböcker, 99-0117885-1 ; 749. Stockholm: B. Wahlström. 1954. Libris 1468361
- På strövtåg med Svarta Höken. B. Wahlströms ungdomsböcker, 99-0117885-1 ; 833. Stockholm: B. Wahlström. 1956. Libris 8234389
- Svarta Höken vid Dödens sjö. B. Wahlströms ungdomsböcker, 99-0117885-1 ; 887. Stockholm: B. Wahlström. 1957. Libris 8234496
- I Svarta Hökens spår. B. Wahlströms ungdomsböcker, 99-0117885-1 ; 934. Stockholm: B. Wahlström. 1958. Libris 8234422
- Mysteriet vid Bäversjön : äventyrsberättelse från Minnesota. Stockholm: Hörsta. 1959. Libris 8223352

### Varia
- Jakt och djurfångst i Jämtland och Härjedalen under gångna tider. 1-4. Östersund. 1932-1934. Libris 1208257
- Svenskar som erövrat Amerika. Stockholm: Nordisk rotogravyr. 1937. Libris 29109
- Underbefälets historia : minnesskrift på uppdrag av Försvarsväsendets underbefälsförbund utarbetad. Stockholm: [Underbefälsförb.]. 1938. Libris 1381539
- Yrkesbefäl eller ökad värnplikt? : programskrift i befälsfrågan. Stockholm: Försvarsväsendets underbefälsförbund. 1949. Libris 1422937
- Svenska böcker i USA. Lund. 1951. Libris 1191788
- Carl Oscar Borg : ett konstnärsöde. Stockholm: Nord. rotogravyr. 1953. Libris 1468355
- Vasa orden av Amerika : en vägledning. Skövde: P. Rasmusson]. 1960. Libris 867650
- Fregatten Vanadis' världsomsegling : med utdrag av Prins Oscar Bernadottes dagböcker. Stockholm. 1962. Libris 10584079
- Vår sista folkvandring. Det levande förflutna, 99-0394418-7 ; 18. Stockholm: Geber. 1962. Libris 8074746
- Svenskarna och siouxupproret. Indianklubbens bästa. Stockholm: Lindqvists förlag. 1965. Libris 8211705
- Amandus Johnson, svenskamerikan : en levnadsteckning. Stockholm: Norstedt. 1970. Libris 24634
- Nybyggarliv i Svensk-Amerika : minnesbilder och kulturtraditioner. Stockholm: LT. 1972. Libris 7251375. ISBN 9136001996